# Якібюк Ольга Миколаївна
Ольга Миколаївна Якібюк (16 лютого 1992) — українська плавчиня, Майстер спорту України міжнародного класу. Тотально незряча спортсменка.

## Життєпис
Представляє Одеський регіональний центр з фізичної культури і спорту інвалідів «Інваспорт».
Срібна та бронзова призерка чемпіонату світу 2013 року.